# Pierre Delbet
Pour les articles homonymes, voir Delbet.
Pierre Delbet, né le 15 novembre 1861 à La Ferté-Gaucher où il meurt le 17 juillet 1957, est un chirurgien français, membre de l'Académie de médecine connu pour avoir promu le chlorure de magnésium dans l'antisepsie. Il est par ailleurs un des premiers à avoir proposé une prévention anticancéreuse. Il est aussi sculpteur.

## Biographie
Pierre-Louis-Ernest Delbet est le fils unique d'Ernest Delbet, médecin, sociologue et homme politique, et de Maria-Olympe Aviat, il est nommé à l'internat en 1884. Il passe sa thèse de médecine en 1889, est agrégé en 1892 et devient chirurgien des hôpitaux, chef de service de Laennec en 1905. Il épouse en 1906 Olga Psycha. Professeur de clinique chirurgicale en 1908, il occupe la chaire de l'hôpital Necker.
Appartenant à la première génération de chirurgiens formés d'emblée aux techniques modernes de l’asepsie, il réfléchit dès 1889 à la toxicité cutanée des antiseptiques utilisés à l'époque. La Grande Guerre devait lui fournir l'occasion de tester différentes solutions destinées à nettoyer les plaies fortement souillées des soldats, sans léser davantage les tissus : le 6 septembre 1915 – avec le Dr Karalanopoulo – il présente les conclusions de ces recherches à l'Académie des Sciences, dans un article intitulé Cytophylaxie où il explique le rôle antiseptique du chlorure de magnésium par la stimulation locale des globules blancs. Cette communication est complétée par celle du 7 septembre 1915. Par ailleurs, cette même année, dans le Bulletin des Armées, Pierre Delbet ne manque pas de recommander l'application immédiate de teinture d'iode sur toute blessure.
Très tôt, dès ses études, Delbet s'intéresse également à tout ce qui touche au cancer. En 1906, il s'associe avec le docteur Charles Bouchard et un mécène, le docteur Henri de Rothschild, pour créer l’Association française pour l’Étude du Cancer (AFEC), qui deviendra, 80 ans plus tard, la Société française du Cancer (SFC). Secrétaire général de l'AFEC, il témoignera en ce domaine, directement ou par le biais de ses élèves, d'une activité continue. Il est, par exemple, un des premiers médecins à s'intéresser à l'utilisation du radium.
En 1918, Delbet introduit un « vaccin mixte composé de staphylocoques, streptocoques et bacilles  pyocyaniques », qui sera commercialisé en Europe et au Brésil sous le nom de Propidon (ou encore bouillon « stock-vaccin mixte ») qui a été utilisé jusqu'en 1943 et peut être au delà à des fins de pyrétothérapie,,,,(par ailleurs semble déjà s'être intéressé à l'évaluation de la sérothérapie contre le tétanos )
Il devient membre de l'Académie de médecine – section médecine opératoire – en 1921.
Dans les années 1930 il promeut la calcithérapie dans le traitement de la tuberculose.
Le Dr Delbet s'intéresse aussi à l'impact de l'agriculture sur la santé humaine. En 1934, il annonce devant l'Académie de médecine : « Aucune activité humaine, pas même la médecine, n'a autant d'importance pour la santé de l'homme que l'agriculture »
NB : Pierre Delbet est parfois confondu avec Paul Delbet, un cousin, également médecin, décédé en 1924.

## La Delbiase
Utilisant d'abord le chlorure de magnésium seul, Delbet, s'inspirant des travaux de Victor Grignard, met au point avec le Dr Philippe Chapelle, ce qui s'appellera la Delbiase qui contient du chlorure de magnésium ainsi que d'autres halogénures de magnésium (bromure, iodure et fluorure) sous forme de comprimés. À partir de 1928 toutes ses expériences et recherches cliniques seront conduites avec ce produit.
Les recherches et expérimentations dans le domaine vétérinaire jouent un rôle notable dans le développement des applications thérapeutiques. Dans un courrier daté de 1948 au Dr Auguste Pierre Neveu, qui fut son élève, il écrit : 
« À mon avis, les constatations faites par les éleveurs, par les agriculteurs, par les vétérinaires de campagne ont autant, sinon plus d'importance que les expériences de laboratoire. Qu'elles manquent de précision, je le reconnais, mais cette infériorité est compensée et au-delà par le nombre des cas. »
Cette Delbiase est toujours en vente en pharmacie de nos jours, mais iodure et fluorure ont été supprimés, en 1983. En 2006 elle est retirée provisoirement des officines et réapparait fabriquée par un nouveau laboratoire amputée encore du bromure. Sous forme de crème, Cytodelbiase à l'origine, elle garde actuellement, sous le nom de "cyto-baume au magnésium" un peu de bromure de magnésium dans sa composition. 
Selon certains naturopathes, cette formule aurait des vertus thérapeutiques et préventives pour certaines maladies infectieuses, les phénomènes de cicatrisation et convalescence de l'organisme humain et animal. La Delbiase est parfois prescrite dans ce contexte de naturopathie pour des pathologies aussi variées que l'angine, la grippe, et d'autres maladies infectieuses ; mais aussi pour des maladies non infectieuses telle la maladie de Parkinson, la convalescence post-chirurgicale, les syndromes anxio-dépressifs ou le manque de tonus sexuel.
|                       | En solution | En sels anhydre | CytoDelbiase (Pommade) |
| --------------------- | ----------- | --------------- | ---------------------- |
| Chlorure de magnésium | 0,592       | 0,379           | 0,80 g                 |
| Bromure de magnésium  | 0,020       | 0,013           | 0,084 g                |
| Iodure de magnésium   | 0,0001      | 0,000072        | 0,000 504 g            |
| Fluorure de Magnésium | 0,0009      | 0,0009          | 0,006 3 g              |

Le 20 juin 1944 le Pr Delbet obtint d'exposer à l'Académie de Médecine les résultats obtenus par le Dr Neveu dans le traitement de la diphtérie par la méthode cytophylactique. Cette communication, qui n'est pas reproduite dans le compte rendu de la séance du 20 juin, est toutefois mentionnée dans celui du 27 juin.

## Le sculpteur

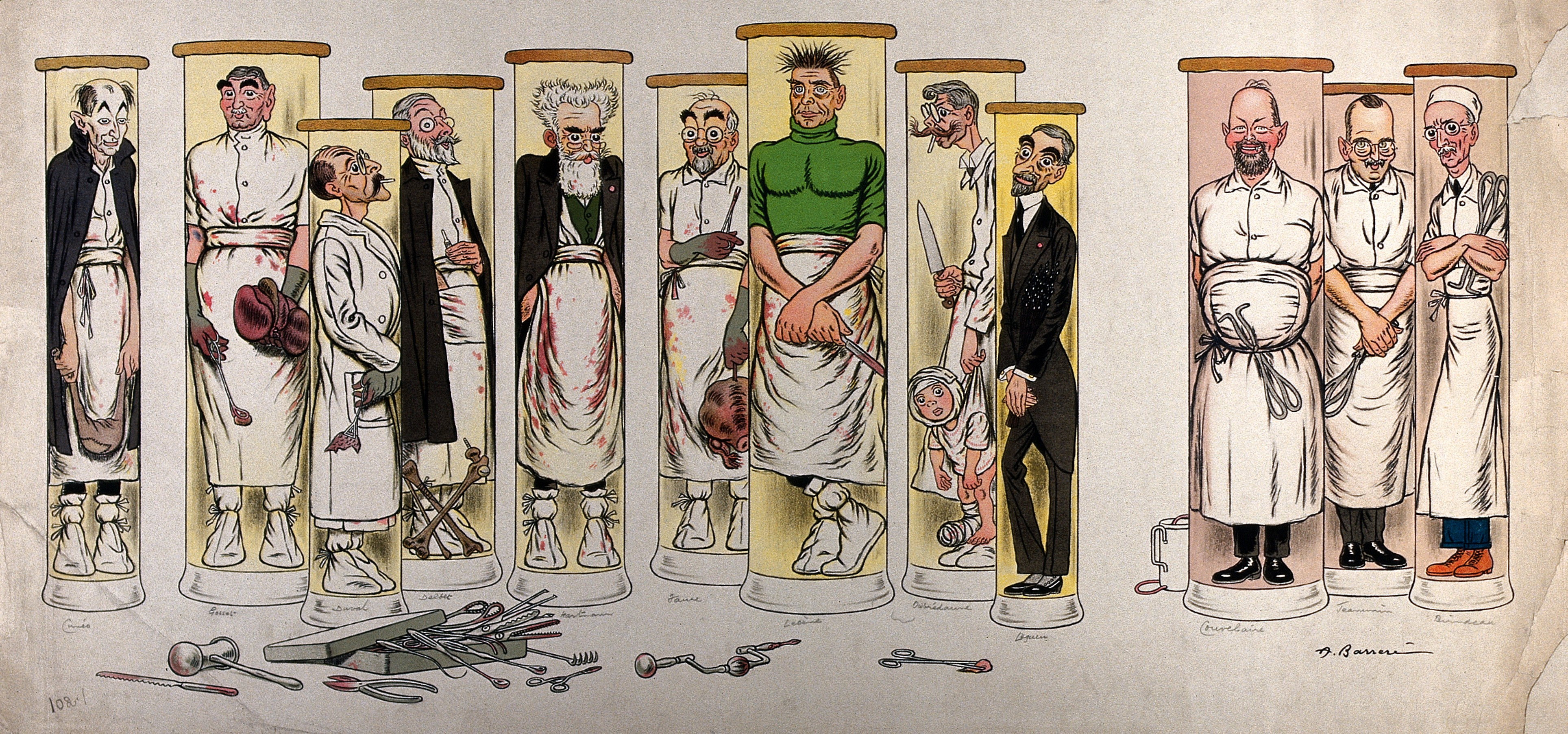
Caricature de douze chirurgiens français. Pierre Delbet est le 4e en partant de la gauche.

Le Dr Delbet a pratiqué la sculpture et la céramique. Le Musée d'Orsay compte une quarantaine de ses œuvres dans sa collection,.
Proche de la famille Besnard, qu'il traitait, il fit exécuter en 1889 son portrait (pastel) par Albert Besnard.

## Distinctions
Pierre Delbet est nommé chevalier de l'ordre national de la Légion d'honneur, en 1904, promu officier, en 1910, et promu commandeur en 1918.

## Œuvres et publications
- Recherches expérimentales sur le lavage du péritoine, Paris, 1889.
- Du traitement des anévrysmes externes, Paris, 1889.
- Des suppurations pelviennes chez la femme, Paris, 1891.
- Clinique chirurgicale (avec Ulysse Trélat), 2 volumes, Paris, 1891.
- De l’action des antiseptiques sur le péritoine (avec De Grandmaison and Bressot), Paris, 1891.
- Précis d’anatomie topographique (avec Nicolaus Ruedinger), Paris, 1893.
- Leçons de clinique chirurgicales faites à l'Hôtel-Dieu, Paris, 1899.
- Asepsie opératoire (avec L. Bigeard), Paris, 1901.
- Chirurgie artérielle et veineuse. Paris, 1906.
- Affections chirurgicales des artères (avec P. Mocquot), Nouveau traité de médecine, Paris, 1911, volume 10.
- Névralgies du trijumeau (avec Maurice Chevassu) Paris, 1911.
- Pathogénie des hémarthroses du genou (avec Cartier) Paris, 1912.
- La science et la réalité, Paris,Flammarion, Bibliothèque de philosophie scientifique, 1913.
- Varices du membre inférieur (avec P. Mocquot), Paris, 1913
- De la méthode dans les sciences, 1re série, Henri Bouasse, Pierre Delbet, Émile Durkheim, Alfred Giard, Éd. Félix Alcan ,coll. «Nouvelle collection scientifique», 1914.
- L’emprise allemande, Paris, 1915.
- Méthode du traitement des fractures, Paris, 1916.
- Maladies de l’anus et du rectum (avec  Bréchot), Nouveau traité de médecine, Paris, 1916.
- Biologie de la plaie de guerre (avec Noël Fiessinger). Paris, 1918.
- Sur la chirurgie allemande
- Technique de la prostatectomie hypogastrique, Paris, 1920.
- Les cancers du sein (avec Mendaro, ) Paris, 1927.
- La vocation, 1927 Pièce en quatre actes coécrite avec André Pascal
- Les grands processus morbides (avec Noël Fiessinger, Anselme Schwartz, P. Mathieu), 3e édition, Paris, 1928.
- C. Palios, Pierre Delbet, Henri Godard, Cancer expérimental et sels halogènes de magnésium, Masson, 1928 - 11 pages
- Euthanasie, pièce inédite en trois actes, 1930
- Auguste et Charles Vilain, Déclin...Renaissance ?, impr. de Outteryck ; "Gazette de Bourbourg, 1930 préfacé par Pierre Delbet
- Le cancer dans la race noire, Bulletin de l'Académie de Médecine, 1936, no 12, p. 483
- Scènes de la vie médicale : À qui la faute ? Dichotomie. Responsabilité, éd. Denoël, 1942
- Politique préventive du cancer, éd. Denoël, 1944
- L'agriculture et la santé, éd. Denoël, 1945
- Le caractère de Pascal, éd. Pierre Cailler Vésenaz, Genève, 1947
- Politique préventive du cancer, La vie Claire, 1963